# 坂庭省悟
坂庭 省悟（さかにわ しょうご、 1950年1月20日 - 2003年12月15日）は日本のブルーグラス歌手、フォークシンガー、ギタリスト、作曲家。
高石ともや、杉田二郎、はしだのりひこらとともに関西フォークシンガーの旗手的な役割をなした。プロデビュー時に楽曲の提供を受け、1971年のヒット曲で『花嫁』作詞・作曲のコンビを組んだきたやまおさむとの親交も長く、きたやまの著作にもエピソードが残されている。

## 経歴

### デビュー以前
1965年、高校入学。高校ではブラスバンド部に所属。サクソフォーンを担当するも、ドラムスを密かに自主練習。高校のブラスバンド部の先輩のバンドで、ギターに触れる。京都会館第二ホールで行われた『第一回 TAKE IVY キャンペーン（ヴァンヂャケット主催）』のライブで、同志社大学の学生・藤原洪太らの「ドゥディ・ランブラーズ」（後にはしだのりひこも参加）が唄ったアメリカン・フォークソングに魅了される。京都産業大学に入学後、城田じゅんじと出逢う。

### 「マヨネーズ」でプロデビュー
1969年大谷大学在学中の中嶋陽二（中島要次）、立命館大学在学中の箕岡理とともにはしだのりひことシューベルツの弟分フォークグループ、マヨネーズを結成。同年8月15日、びわ湖サンケイバレイ（現在の「びわ湖バレイ」）での第4回フォークキャンプに参加。京都市の「円山公園野外音楽堂」での打ち上げコンサートで、「フォギー・マウンテン・ブレイク・ダウン」、「いなかへ行こう」、「砂にまみれて」、「綿つみの唄」を演奏。これらの音源を収録した「第4回フォーク・キャンプコンサート」がURCから1969年に発売された。
1970年、坂庭、中嶋、箕岡の3人で、東芝EMIより「男の子だから/いなかへ行こう」でレコードデビュー。「男の子だから」は、北山修作詞・中島要次作曲、「いなかへ行こう」は北山修作詞・作曲。有馬敲作詞、岩井宏作曲の「ゆあそび」という子ども向けの詩を演奏して、同年4月に「ぼくのしるし わらべうた24」（URC）として、レコード化している。

### はしだのりひこ&クライマックス参加
1970年、マヨネーズで一緒だった中嶋陽二とともに「はしだのりひこ&クライマックス」に参加。きたやまおさむ作詞の『花嫁』に曲をつけ、ミリオンセラーとなる。
1971年、『花嫁』で第22回NHK紅白歌合戦に出場。

### ザ・ナターシャー・セブン時代
「クライマックス」解散後、真面目に大学に行こうと決心するも、1973年、城田が参加していた「高石ともや&ザ・ナターシャー・セブン」に参加。ハイテナーコーラス、マンドリン、ギターで活動。

### フォークス時代
1984年、笠木透、安達元彦、進藤了彦、赤木一孝、松崎博彦の「フォークス」に参加。全国を草の根的に活動。フォークス時代は坂庭賢亨と名乗っていたが、その数多くのレパートリー（ほとんどは笠木が作詞）を作曲し、演奏（歌とギター）も含め、音楽的支柱として活躍。作曲に取り組みフォークス時代に88曲をつくる。「高石ともや&ザ・ナターシャー・セブン」時代に坂庭賢享名義で、きたやま作詞の「戦争を知らない子供たち‘83」に曲をつけ、フォークス在籍時にシングル版を自主制作。1985年6月からフォークスと京都府立文化芸術会館で毎年1回、コンサート「博物詩」を1991年まで、7回続ける。

### 1990年代─様々なセッション
1992年、「SAM」を結成。この時期から、宮崎勝之、「ウェバリー・ブラザース」（中川イサト、高田渡、坂庭）、「ヒューマン ズー」（きたやまおさむ・平井宏・兼松豊・赤木一孝・松崎博彦・坂庭・進藤了彦・城田）などさまざまなミュージシャンとのセッションを開始する。
1996年、『VINTAGE VOICE』（R.H.Y） に参加。
1997年、『VINTAGE VOICE 2』に参加。きたやま作詞、坂庭作曲の『さよなら、青春』が東芝日曜劇場「理想の上司」（1997年4月13日 - 6月29日放送）の主題歌に取り上げられる。初のソロアルバム『ぼくの古いギター』、城田とのデュオアルバム『力をあわせて』を発表。
1998年、17年振りに「高石ともや&ザ・ナターシャー・セブン」再会。毎年夏の宵々山コンサート、年に1回のコンサートツアーを再開。

### デビュー30周年〜死去
1999年、デビュー30周年を記念したコンサートを京都、東京でひらく。これを機に Shogo BRAND.、Palm Strings Records を立ち上げ、本格的なソロ活動を開始する。2枚目のソロアルバム『別れのうた』、デビュー30周年記念のライブ・アルバム『LIVE この想い』、宮崎勝之とのデュオ・アルバム『Battle One』を相次いで発表。12月、桂枝雀の追悼番組「夢のようなうつつのような」（NHK総合）の挿入歌に『この想い』ほか4曲が取り上げられる。 京都・都雅都雅で「8時間耐久ライブ」を始める。
2000年、 50歳を記念して、城田とのライブツアービデオ『fifty-fifty Live』を発表。
2001年、城田とのアルバム『Chikara wo Awasete vol.2』を発表。
2002年1月、NHK大阪ホール落成記念「上方演芸ホール 〜桂枝雀一門会〜」にゲスト出演「この想い」を唄う。その後、3枚目のソロアルバム『Hobo's Lullaby』を発表。
2003年、 映画『タカダワタル的』のためのライブに出演。宮崎とのアルバム『Battle Two』を発表。12月15日癌により53歳で死去。
一般社団法人映像コンテンツ権利処理機構においては不明権利者とされている。

## エピソード

### 8時間耐久ライブ
坂庭省悟と中川イサトらの呼びかけにより、京都で1999年から「年忘れ8時間耐久ライブ」として始めたイベント。2003年12月の坂庭の死後も継続。通称「ハチタイ」。
主な出演者
- 高田渡
- 中川イサト
- 松田幸一
- 坂庭省悟
- 五十川清
- 松本もんつ
- 森巧美
- 平井宏
- 三好弘昭
- 田中やすえ
- 佐中康浩
- 高橋キヨシ
- 城田じゅんじ
- 茶木みやこ
- 金森幸介
- カジャ
- 宮崎勝之
- 西野美樹
- 大西ユカリと新世界
- 押尾コータロー
- OWL
- 河合徹三
- PETA
- 三井ぱんと大村はん（三井雅弘、ザビエル大村）
- 天野SHO
- 川辺ぺっぺい
- サザントレイン
- 代田幸子
- 土着民
- 西沢和弥&TOM石川
- ひんしゅくボーイズ
- ふたり乗り
- 古橋一晃
- リピート山中
- 石井完治
- 想ワレ
- 養老弥助
- わたなべゆう
- 井山あきのり
- 青木まり子
- 丸山ももたろう

### トリビュート・アルバム
2006年1月20日、坂庭の誕生日にリリース。高田渡、茶木みやこ、小室等、有山じゅんじ、五十川清、平井宏、中川イサト、青木まり子、大西ユカリ、宮崎勝之、坂庭泰三、河合徹三、安達元彦、松田幸一、こむろゆい、ふたり乗り、代田幸子らがレコーディングに参加。